# Ямщиков-Содмес
Ямщиков-Содмес (также Ямщиков-Седмес; устар. Ямщиков-Созмас) — река в России, протекает по Республике Коми. Устье реки находится в 314 км от устья Выми по левому берегу. Длина реки составляет 41 км. Образуется слиянием рек Войвож и Лунвож.

## Данные водного реестра
По данным государственного водного реестра России относится к Двинско-Печорскому бассейновому округу, водохозяйственный участок реки — Вычегда от города Сыктывкар и до устья, речной подбассейн реки — Вычегда. Речной бассейн реки — Северная Двина.
Код объекта в государственном водном реестре — 03020200212103000020930.